# Vaiņode
Vaiņode (deutsch: Wainoden) ist eine Ortschaft im Südwesten Lettlands an der Grenze zu Litauen.

## Geschichte

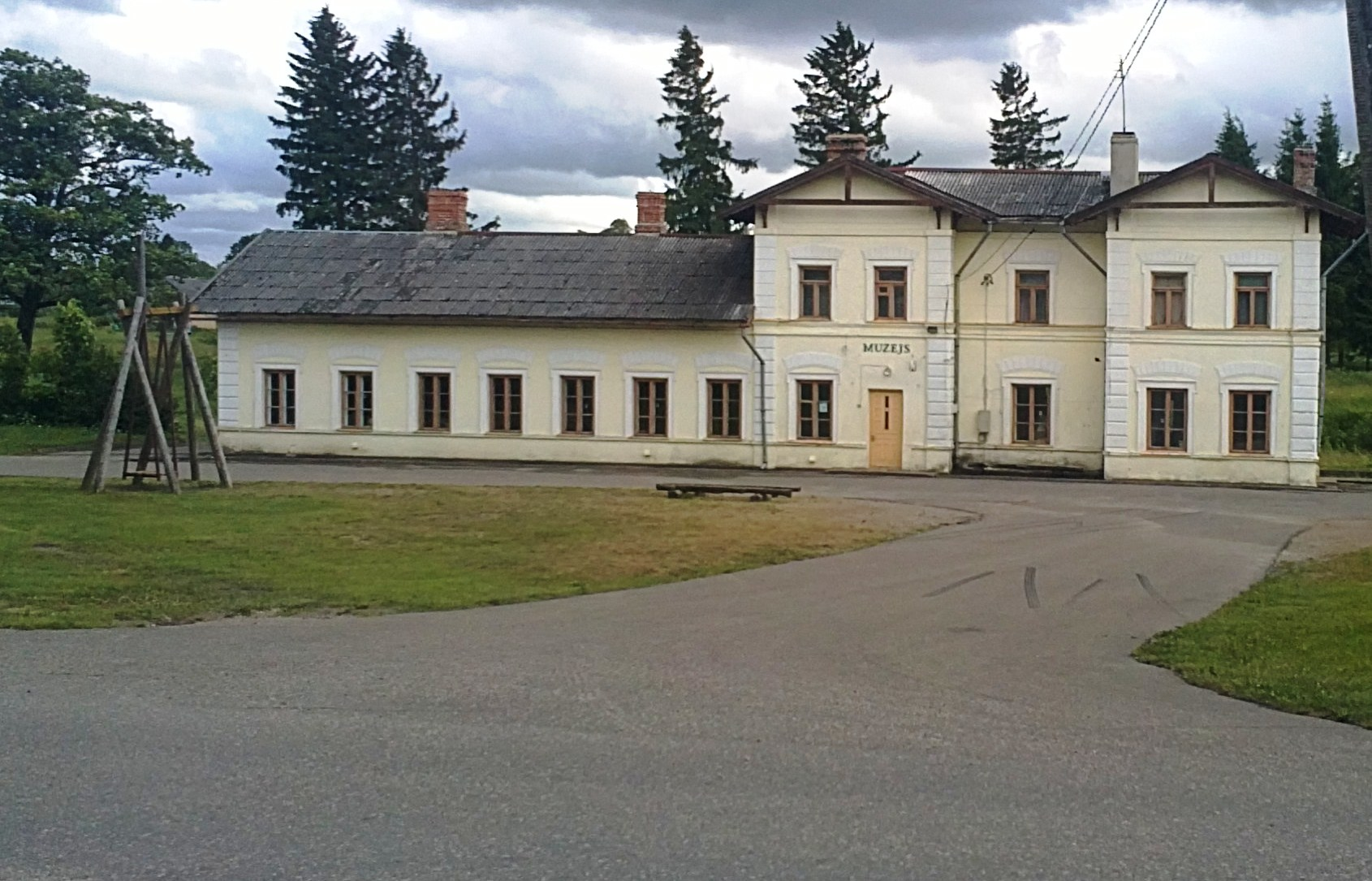
Museum Vaiņode im ehemaligen Bahnhof

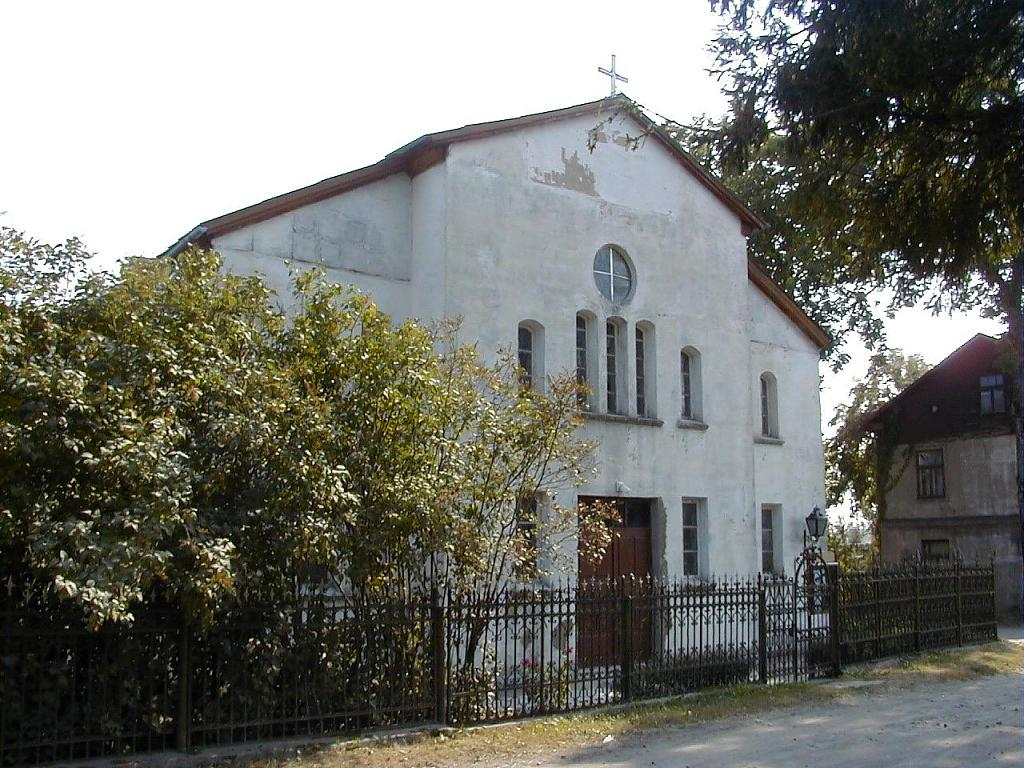
Katholische Kirche Vaiņode

Die Ortschaft entstand, als eine Bahnstation an der 1871 erbauten und 1998 eingestellten Strecke Liepāja–Mažeikiai eingerichtet wurde.
Im Ersten Weltkrieg befand sich ab 1916 nördlich der Ortschaft der Luftschiffhafen Wainoden der Deutschen Kaiserlichen Marine, dessen Hangars später als Markthallen in Riga wiederverwendet wurden.
In den 1930er-Jahren war Vaiņode ein beliebter Kurort, wo sich verschiedene Sanatorien befanden. So wurde unter anderem das Schloss Groß-Bahten (Lielbāta) der Familie Von der Osten-Sacken, das 1905 gebaute Herrenhaus des Rittergutes Bahten (Bāta), nördlich von Vaiņode gelegen, ab 1920 als Lungensanatorium genutzt.
Am 10. Oktober 1944 näherten sich sowjetische Panzer westlich des Bahnhofes Elkuzeme. Die Ortschaft Vaiņode stand kurz vor der Einnahme durch die Rote Armee. Aufgrund der ausweglosen Lage wurde der Panzerzug 3 am 10. Oktober 1944 gesprengt. Die Rote Armee betrieb nach 1945 hier den größten Militärflugplatz im Baltikum. Heute sind diese Anlagen zerfallen.
Vaiņode war von 2009 bis 2021 Zentrum des gleichnamigen Bezirks (Vaiņodes novads), dem die Gemeinden Vaiņode und Embūte mit zusammen 2932 Einwohnern (Stand: 1. Juli 2010) angehörten.

## Sehenswürdigkeiten
- Ehemalige Synagoge, heute katholische Heilig-Kreuz-Kirche
- Lutherische Kirche in Bāte-Vaiņode, Neubau von 1956 mit Turm von 1994 anstelle der zwischen 1623 und 1637 erbauten Kirche, die in der Endphase des Zweiten Weltkriegs kriegsbedingt zerstört wurde[4].
- Museum Vaiņode im ehemaligen Bahnhofsgebäude